# Johannes Jacob Hegetschweiler
Johannes Jacob Hegetschweiler (14 de diciembre de 1789, Rifferswil - 9 de septiembre de 1839, Zúrich) fue un médico, botánico, geobotánico, micólogo y político suizo.

## Biografía
Hegetschweiler era hijo de un cirujano de Rifferswil, en el cantón de Zúrich. Fue alumno de la Kantonsschule de Aarau y estudió Medicina en Zúrich antes de proseguir sus estudios de 1809 a 1812 en la Universidad Eberhard Karl de Tubinga. Siguió los cursos de Ciencias naturales, siendo influenciado por los trabajos de Carl von Kielmeyer (1765-1844). En Tubinga en 1812 obtuvo su título de médico gracias a un trabajo sobre el galangal, un rizoma utilizado como condimento en Asia.
En 1813 Hegetschweiler se enroló en el puesto de médico-jefe de un hospital militar de Rheinau, un establecimiento instalado por las tropas austríacas ante su paso atravesando Suiza. Se infectó de tifus y en su convalecencia trabajó como médico en Stäfa, cerca del lago de Zúrich, puesto que ocupó entre 1814 y 1831.
Durante su tiempo libre Hegetschweiler recolectaba y observaba la flora. También pergeñó un jardín botánico, poniendo diversas plantas medicinales de los más variados orígenes. Adquirió un interés particular por la vegetación alpina, que fue conociendo a través de numerosas expediciones por las montañas del país. Por ejemplo, subió al Tödi, un pico situado en los Alpes glaroneces, varias veces (1819, 1822 y 1829). Compartió la taxonomía de sus recolecciones con P. Curchellas y A. Bisquolm. Además, Hegetschweiler reportó de sus viajes en alta altitud una multitud de datos topográficos, diversas mediciones, observaciones y análisis sobre los límites de las nieves y de los glaciares, así como de descripciones de plantas adaptadas a la nieve.
Se interesó por la taxonomía de las plantas, muy especialmente de los géneros Veronica, Gentiana, Salix, Hieracium, que fueron objeto de precisas descripciones. Según él, las diferencias entre las especies provenientes de una concentración de influencias del mundo exterior (...) la mayor parte es causada por variaciones de la intensidad lumínica, la exposición, la humedad, la sequedad, la riqueza o pobreza de nutrientes. Según la energía producida por esas influencias aparentemente las especies se diferencian entre sí, y les atribuye apelativos en alemán :
- Spielart (variedad) - provocada por acciones mínimas.
- Abart (variedad) - provocada por acciones largas e intensas.
- Halbspecie (semivariedad/especie) - producida por una influencia permanente.

En 1822 preparó una nueva edición de la « Flora helvetica » de Johann Rudolf Suter (1766-1827), una guía de botánica orientada a la localización de especies. Ajustó un gran número de variedades y puso dónde encontrar los especímenes. En 1825 publicó un resumen de sus observaciones hechas en las tentativas de ascensión al Tödi, y de las recolecciones efectuadas en los entornos. En 1838, publicó Grosse Flora der Schweiz que sería completado y terminado post mortem por Oswald Heer (1809-1883). La obra contiene 2889 plantas, todas variedades confundidas.
Además de su pasión por la botánica, Hegetschweiler se ocupó de cargos importantes en la política. De 1830 a 1839, asumió como parlamentario en el Grand Conseil de Suiza de Zúrich, y entre 1831 y 1839, en el gobierno cantonal. En tanto que liberal moderado se opuso a la nominación del teólogo David Friedrich Strauss (1808-1874) para la Universidad de Zúrich, y esa decisión provocó un desajuste en las filas conservadoras del cantón. Algunos amigos le aconsejaron renunciar a sus funciones pero él no lo hizo. Mas un conflicto, la Züriputsch, explota entre los fanáticos religiosos y los moderados. El 6 de septiembre de 1839 algunos insurgentes hicieron fuego sobre Hegetschweiler, mientras intentaba obtener un cese del fuego. Recibe un disparo en la cabeza y se desangra. Fallece tres días más tarde.

## Obra
- 1824—1834. Sammlung von schweizer Pflanzen. 8 vols.

- 1825. Reisen in Gebirgstock zwischen Glarus und Graubünden. 193 pp.

- 1828—1834. Die Giftpflanzen der Schweiz. 6 fasc.

- 1831. Beyträge zu einer kritischen Aufzählung der Schweizerpflanzen. 382 pp.

- 1840. Die Flora der Schweiz. 1008 pp.

## Honores

### Epónimos
Oswald Heer le rinde homenaje, colocándole el nombre de Salix hegetschweileri Heer a una de las variedades. Y August Edvard Vainio (1853-1929) hace lo mismo con Bacidia hegetschweileri Vain.